# 1229
Високе Середньовіччя •  Золота доба ісламу •  Реконкіста •  Хрестові походи •  Київська Русь •  Монгольська імперія

## Геополітична ситуація
На території колишньої Візантійської імперії існує кілька держав. Фрідріх II Гогенштауфен є імператором Священної Римської імперії (до 1250). У Франції править Людовик IX (до 1270).
Апеннінський півострів розділений: північ належить Священній Римській імперії, середню частину займає Папська область, більша частина півдня належить Сицилійському королівству. Деякі міста півночі: Венеція, Піза, Генуя тощо, мають статус міст-республік, частина з яких об'єднана Ломбардською лігою.
Південь Піренейського півострова в руках у маврів. Північну частину півострова займають християнські Кастилія, Леон (Астурія, Галісія), Наварра, Арагонське королівство (Арагон, Барселона) та Португалія. Генріх III є королем Англії (до 1272), а королем Данії — Вальдемар II (до 1241).
У Києві княжить Володимир Рюрикович (до 1235), у Галичі — Андрій Андрійович, на Волині — Данило Галицький, у Володимирі-на-Клязмі — Юрій Всеволодович. Новгородська республіка та Володимиро-Суздальське князівство фактично відокремилися від Русі. У Польщі період роздробленості. На чолі королівства Угорщина стоїть Андраш II (до 1235).
В Єгипті, Сирії та Палестині править династія Аюбідів, невеликі території на Близькому Сході утримують хрестоносці. У Магрибі держава Альмохадів почала розпадатися. Сельджуки окупували Малу Азію. Монгольська імперія поділена між спадкоємцями Чингісхана. У Китаї співіснують частково підкорена монголами держава чжурчженів, де править династія Цзінь, та держава ханців, де править династія Сун. Делійський султанат є наймогутнішою державою Північної Індії, а на півдні Індії домінує Чола. В Японії триває період Камакура.

## Події
- Конрад Мазовецький захопив Краків. У цьому йому допомагали Данило і Василько Романовичі.
- Імператор Священної Римської імперії Фрідріх II завершив Шостий хрестовий похід угодою з єгипетським султаном аль-Камілем, за якою Єрусалим та інші міста Палестини ставали спільним володінням. Укладено мир на 10 років.
- Фрідріх II коронував себе королем Єрусалиму.
- Єгипетський султан аль-Камаль захопив Дамаск.
- За відсутності імператора Фрідріха II папські війська на чолі з Іоанном де Брієном захопили Апулію. Повернувшись з хрестового походу, Фрідріх II відвоював свої землі.
- Хрестовий похід проти альбігойців завершився підписанням миру в Парижі. Граф Тулузи Раймонд VII поступився значною частиною Лангедоку французькій короні.
- На церковному соборі в Тулузі католицька церква встановила інститут єпископської інквізиції.
- Засновано Тулузький університет.
- Король Леону Альфонсо IX відвоював у маврів Касерес та Естремадуру.
- Король Арагонського королівства Хайме I захопив Мальорку.
- Кнут II Хольмгерсон став королем Швеції.
- Угедея обрано новим великим ханом монголів.
- Монголи під проводом Угедея, Субедея і Толуя розпочали новий похід проти земель Цзінь на півночі Китаю.